# Basaal Euraziatisch
Basaal Euraziatisch is een veronderstelde afstammingslijn van moderne mensen met een verminderde of geen neanderthaler-vermenging (afstamming) in vergelijking met andere oude niet-Afrikanen. De basale Euraziaten vormden een zusterlijn van de overige vroege Euraziaten en waren mogelijk afkomstig uit zuidelijk Zuidwest-Azië, met name het Arabisch Schiereiland. Er wordt gesteld dat ze erfelijkheid bijdroegen aan verschillende West-Euraziatische, Zuid-Aziatische, Centraal-Aziatische en Afrikaanse bevolkingsgroepen. Deze basaal Euraziatische component werd ook voorgesteld als verklaring voor de lagere neanderthalervermenging onder moderne West-Euraziaten vergeleken met Oost-Euraziaten, hoewel hiervoor ook andere verklaringen zijn zonder de noodzaak van een dergelijke basale vermenging. 
De basaal Euraziatische voorouders hadden zich waarschijnlijk al 26.000 BP, vóór het Laatste Glaciale Maximum, vermengd met West-Euraziatische groepen die in Zuidwest-Azië aanwezig waren, waarna deze voorouders zich verspreidden door migraties, zoals die van de Anatolische neolithische boeren naar Europa tijdens het neolithicum. 

## Beschrijving
Uit een onderzoek van Lazaridis et al. uit 2014 bleek dat moderne Europeanen gemodelleerd kunnen worden als een mengeling van drie voorouderlijke populaties: oud Noord-Euraziatisch (Ancient North Eurasian, ANE), westelijke jagers-verzamelaars (Western Hunter-Gatherer, WHG) en vroege Europese boeren (Early European Farmers, EEF). Uit hetzelfde onderzoek bleek ook dat EEF"s afstamming bezaten van een hypothetische niet-Afrikaanse spookpopulatie, die de auteurs "basaal Euraziatisch" noemden. Er wordt gedacht dat deze groep, waarvan nog geen DNA-gegevens zijn verzameld uit oude overblijfselen, zich ongeveer 60.000 tot 100.000 BP had afgesplitst van alle niet-Afrikaanse populaties, voordat deze niet-Afrikanen zich vermengden met neanderthalers (ongeveer 50.000 tot 60.000 BP) en zich van elkaar gingen onderscheiden. Uit een tweede onderzoek van Lazaridis et al. uit 2016 bleek dat populaties met een hogere mate van basaal Euraziatische voorouders een lagere mate van neanderthaler-afkomst hadden. Dit suggereert dat de basaal Euraziaten een lagere mate van neanderthaler-voorouders hadden vergeleken met andere niet-Afrikanen. Een ander onderzoek van Ferreira et al. in 2021 suggereerde dat de basaal Euraziaten zich tussen 50.000 en 60.000 BP van andere Euraziaten afsplitsten en ergens op het Arabische schiereiland leefden, specifiek in de regio van de Perzische Golf, kort voordat de Euraziaten zich vermengden met een neanderthalerpopulatie in een gebied dat zich uitstrekte van de Levant tot Noord-Iran. Vallini et al. 2024 betoogde dat de basaal-Euraziatische afstammingslijn zich kort na de migratie uit Afrika afsplitste van andere Euraziaten en vervolgens geïsoleerd raakte, totdat deze zich ongeveer 25.000 BP begon te vermengen met andere populaties in Zuidwest-Azië. Deze verschillende bevolkingsgroepen uit Zuidwest-Azië zouden later tijdens het neolithicum hun basaal Euraziatische afstamming naar heel West-Eurazië verspreiden. 
In moderne populaties is de neanderthaler-afkomst bij West-Euraziaten ongeveer 10% tot 20% lager dan bij Oost-Euraziaten. Bij populaties in Zuid- en Centraal-Azië zijn tussenliggende niveaus aangetroffen. Hoewel een scenario met meerdere vermengingen tussen moderne mensen en neanderthalers een alternatieve mogelijkheid is, is de meest waarschijnlijke verklaring hiervoor dat de neanderthaler-afkomst bij West-Euraziaten en Zuid- en Centraal-Aziaten werd verdund door vermenging met basaal Euraziatische groepen. 

## Geografische oorsprong
Het vroegste bewijs van basaal Euraziatische afkomst is gevonden bij individuen uit de Dzoedzoeanagrot in Georgië, daterend van 26.000 BP, die ongeveer 30% basaal Euraziatische afstamming hadden, terwijl de rest West-Euraziatisch was. 
De basaal Euraziaten zijn mogelijk ontstaan in een gebied dat zich uitstrekt van Noord-Afrika tot Zuidwest-Azië, voordat ze zich vermengden met West-Euraziatische populaties. Omdat de basaal Euraziaten een lage mate van neanderthaler-voorouders hadden, leidt genetisch en archeologisch bewijs voor interacties tussen moderne mensen en neanderthalers ertoe dat bepaalde gebieden, zoals de Levant, worden uitgesloten als mogelijke oorsprong van de basaal Euraziaten. In andere gebieden, zoals het zuiden van Zuidwest-Azië, is er momenteel geen bewijs voor een overlapping tussen moderne menselijke en neanderthalerpopulaties. Ook Noord-Afrika is door Loosdrecht et al. in 2018 beschreven als een sterke kandidaat voor de locatie waar de basaal Euraziaten zouden zijn ontstaan. Ferreira et al. betoogden in 2021 dat de basale Euraziaten een oorsprong in Zuidwest-Azië zouden hebben, met name in de Perzische Golf-regio op het Arabisch schiereiland. Vallini et al. 2024 suggereerden een thuisland voor basaal Euraziaten op het Arabische Schiereiland, met een "gemeenschappelijk Euraziatische centrum" op het Iraanse Plateau, waar ze uiteenvielen in oud West-Euraziaten en oud Oost-Euraziaten.

## Basaal Euraziatische afkomst in oude en moderne populaties
Een schatting voor de West-Aziaten uit het Holoceen (bijvoorbeeld de Kaukasische jagers-verzamelaars uit het epipaleolithicum, de Iraniërs uit het epipaleolithicum en neolithicum, en de Natufiërs) suggereert dat zij zich hebben gevormd uit een combinatie van basaal Euraziatische afkomst en afkomst gerelateerd aan de westelijke jagers-verzamelaars (WHG) en/of oud Noord-Euraziatisch. De epipaleolithische en neolithische Iraanse afstammingslijn wordt afgeleid als respectievelijk 38-48% basaal Euraziatisch, met de rest van de afkomst oud Noord-Euraziatisch of oostelijke jagers-verzamelaars (EHG), terwijl de Natufiërs gemiddeld 50% basaal en 50% "onbekende jagers-verzamelaars"-afkomst hadden, wat dichter bij de westelijke jagers-verzamelaars (WHG) lag. Als alternatief was bij de epipaleolithische en neolithische Iraniërs het grootste deel van hun voorouders afkomstig uit een diepe West-Euraziatische bron (WEC2; ca. 72%) met ca. 18% basaal Euraziatische en ca. 10% oud Oost-Euraziatische bijmenging. 
Er is vastgesteld dat de modellen van de genetische geschiedenis van West-Aziatische menselijke populaties die worden gemodelleerd als een mengeling van basaal Euraziatisch en West-Europese jager-verzamelaar in overeenstemming zijn met de genomische gegevens betreffende Oost-Mediterrane honden, die werden gemodelleerd als een mengeling van een basale tak (die zich dieper splitste dan de divergentie van de Aziatische en Europese honden) en West-Europese honden. 
Er werd vastgesteld dat de oude Noord-Afrikaanse Ibéromaurusien-individuen in de grot van Tafoughalt voor ongeveer 65% West-Euraziatische afkomst hadden en dat zij waarschijnlijk directe afstammelingen waren van de basaal Euraziatische populatie. Er werd echter ook aangetoond dat ze genetisch dichter bij de Iraanse en Levantijnse bevolking uit het Holoceen stonden, die al een grotere neanderthalervermenging herbergden. 
Vroege Europese boeren (EEFs), die een zekere West-Europese jagers-verzamelaars-gerelateerde afstamming hadden en afkomstig waren uit Zuidwest-Azië, ontleenden ook ongeveer 30% tot wel 44% van hun afkomst aan deze hypothetische basaal Euraziatische afstammingslijn. Een individu uit het laatpaleolithicum uit de Kotias Klde-grot in de Kaukasus (25.000 BP) had ongeveer 24% basaal Euraziatische en 76% laatpaleolithische Europese afkomst. 
Onder moderne populaties is de BE-achtige afkomst het hoogst bij Arabieren (zoals Qatari) met circa 45%, en bij Iraanse populaties met circa 35%. Ook onder moderne Noord-Afrikanen wordt deze afkomst in aanzienlijke hoeveelheden aangetroffen, in overeenstemming met de grote verwantschap met de "Arabische tak" van de Euraziatische diversiteit, die zich tussen 30.000 en 15.000 BP uitbreidde naar Noord- en Noordoost-Afrika. De moderne bevolking van de Levant is voor 35-38% afkomstig van basaal Euraziaten, de moderne Anatoliërs en de bevolking van de Kaukasus zijn voor 25-30% afkomstig van basaal Euraziaten, en de moderne Europeanen zijn voor ongeveer of minder dan 20% afkomstig van de basaal Euraziaten. Moderne Bedoeïenen en Jemenieten worden beschouwd als de meest directe afstammelingen van de basaal Euraziaten, met de hoogste mate van inheemse "Arabische afkomst", en als basaal voor alle moderne Euraziatische populaties zonder een hogere "Afrikaans-geassocieerde" vermenging te vertonen, en behoren daarom tot de beste genetische vertegenwoordigers van de autochtone bevolking op het Arabisch Schiereiland.